# Ciment
Ciment je moravská rocková kapela ze Vsetína, zpívající ve valašském nářečí.

## Historie
V roce 1987 byla kapela založena muzikanty ze skupiny Skupina z luhu (Petr Zezulka a Zbyněk Štěpánský) a členy skupiny Bazar blues (Pavel Hynek, Jiří Pavlis a Mojmír Hurský). O rok později kapela na Rockfestu 88 získala Čestné uznání kritiků. V červnu roku 1989 z kapely odešli Jiří Pavlis a Zbyněk Štěpánský, za tři roky přišel nový bubeník a se skupinou nahrál album Na srazu intelektuálů v Poteči nikomu néni do řeči, které vydala firma Monitor. O rok později Ciment hrál v Ostravě jako předkapela Jethro Tull.
Po čtrnáctileté pauze následovalo další album – Vzývali Satana ogaři z Kychové, gdyž měli na poli už všecko hotové opět s novým bubeníkem, Jaroslavem Kadlecem. Vydal Indies Happy Trails Records, produkce Ota Petřina.
Třetí album vyšlo v lednu 2011 s názvem Soukromý odzemek opět s pozměněnou sestavou, s navrátivším se baskytaristou Pavlem Hynkem a novým bubeníkem Davidem Hausou.

## Diskografie
- Na srazu intelektuálů v Poteči nikomu néni do řeči (1992)
- Vzývali Satana ogaři z Kychové, gdyž měli na poli už všecko hotové (2006/2007)
- Soukromý odzemek (2011)
- Na srazu intelektuálů v Poteči nikomu néni do řeči (2013)

## Obsazení

### Dnešní sestava
- Petr Zezulka – zpěv a akustická kytara
- Mojmír Hurský – kytara
- Pavel Hynek – baskytara
- Marek Heinrich – bicí

### Dřívější členové
- Zbyněk Štěpánský – bicí
- Jiří Pavlis – housle
- Pavel Hynek – baskytara
- Petr Basel – bicí
- Radim Karola – kytara
- Josef Maňák – bicí
- Karel Olšák – bicí
- Jaryn Kadlec – bicí
- Petr Zeman – baskytara